# Batrachorhina wittei
Batrachorhina wittei là một loài bọ cánh cứng trong họ Cerambycidae.